# Дунгарвонски вриштач
Дунгарвонски вриштач (енгл. Dungarvon Whooper) је прича о наводном убиству дуж реке Дунгарвон,у Канади, крајем 19. века.

## Прича
Прича говори о младом ирском кувару који се звао Рајан. Док су његови пријатељи у шуми он остаје са својим шефом у логору. Шеф логора је хтео да убије и опљачка Рајана. Када су се његови пријатељи вратили, шеф логора им је рекао да се Рајан разболео и преминуо.Његово тело су однели у шуму и закопали. Те вечери нико од људи у кампу није могао заспати јер су се из шуме чули сабласни крикови. Сви у кампу су мислили да је то Рајанов дух.
Неки људи су мислили да је то пума, али у том крају су пуме изумрле.